# Pachyminixi uruguyensis
Pachyminixi uruguyensis är en stekelart som först beskrevs av Henri Saussure 1856.  Pachyminixi uruguyensis ingår i släktet Pachyminixi och familjen Eumenidae. Inga underarter finns listade i Catalogue of Life.